# Domenico Alberti
Domenico Alberti (Venetië, 1710 – Rome, 1740) was een Italiaans zanger, klavecimbelspeler en componist wiens werk de barok en klassieke periode overbrugt. Alberti studeerde muziek bij Antonio Lotti. Hij schreef opera's, liederen en sonates voor toetsinstrumenten. Deze sonates bevatten vaak een specifiek motief dat bekend werd als de Albertijnse bas. Momenteel wordt Alberti beschouwd als een weinig belangrijk componist en zijn werken worden zelden uitgevoerd of opgenomen. De Albertijnse bas werd als motief evenwel door vele componisten na hem toegepast in composities, waaronder Mozart, Haydn en Beethoven.
- Bibsys: 90376232
- Bibliothèque nationale de France: cb14784584s (data)
- Gemeinsame Normdatei: 135359198
- International Standard Name Identifier: 0000 0000 8354 5639
- Library of Congress Control Number: no91009645
- MusicBrainz: 81d722de-246a-4cdf-bf5f-2416f3f01f4b
- Nationale Bibliotheek van Tsjechië: xx0209919
- Nationale bibliotheek van Australië: 35874341
- Nederlandse Thesaurus van Auteursnamen: 148190650
- Istituto Centrale per il Catalogo Unico: MUSV000762
- SNAC: w6j97kpj
- Système universitaire de documentation: 192739298
- Trove: 1126052
- Virtual International Authority File: 7651275
- WorldCat: E39PBJkHtfF9qQK7Jq6rjKxkXd